# Wegneria panchalcella
Wegneria panchalcella är en fjärilsart som beskrevs av Otto Staudinger 1871. Wegneria panchalcella ingår i släktet Wegneria och familjen äkta malar. Inga underarter finns listade i Catalogue of Life.